# Зажигательная пуля

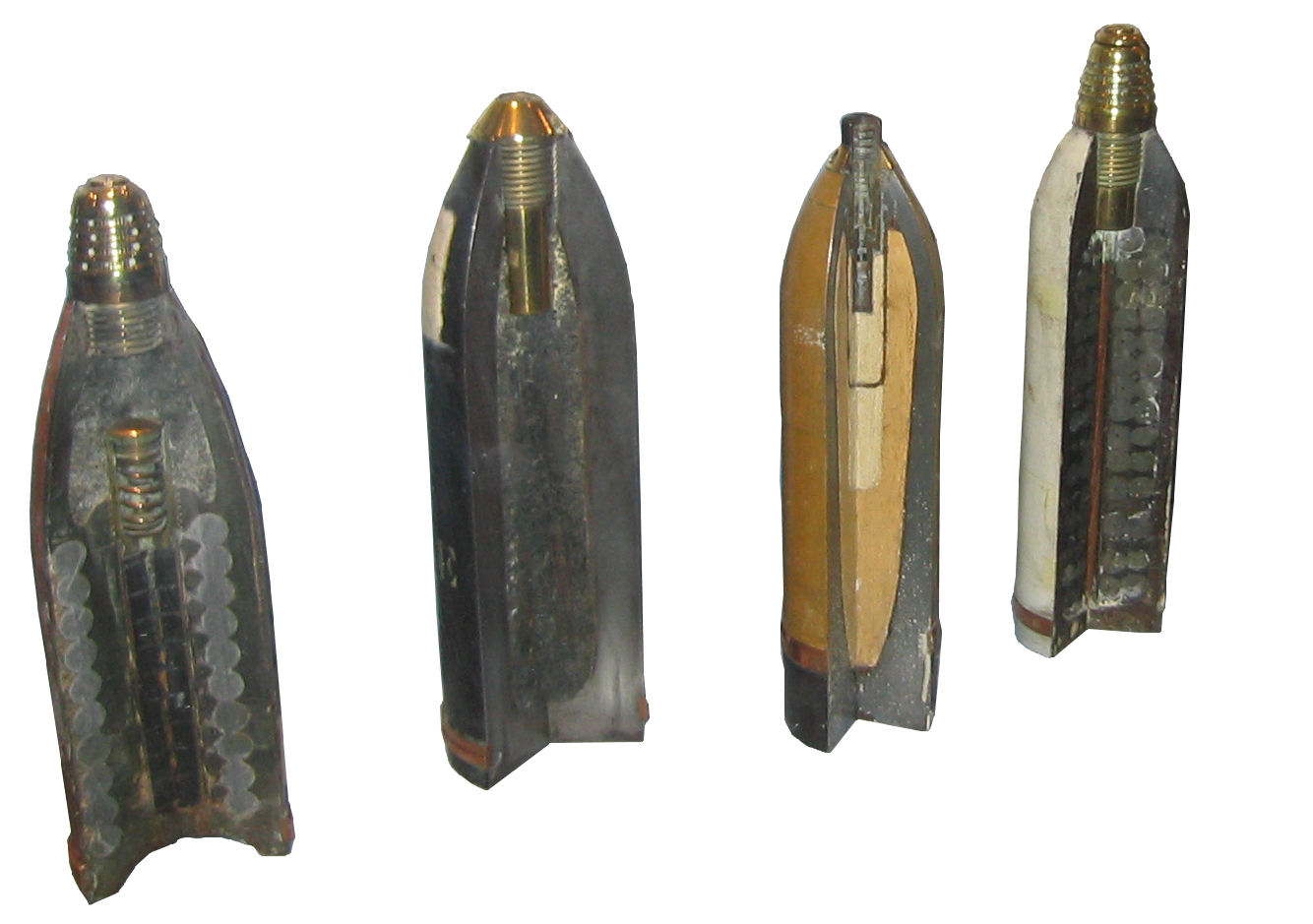
Некоторые снаряды времён Первой мировой войны в разрезе. Слева направо: 90 мм шрапнельный снаряд, 120 мм чугунный зажигательный снаряд, 77/14 — 75 мм осколочно-фугасный снаряд, 16-75 мм шрапнельный снаряд

Зажигательная пуля — пуля, начинённая зажигательным составом (фосфор, термит и т. п.), которая используется для воспламенения легкогорючих материалов. Обеспечивает эффективное зажигание находящегося в ёмкостях горючего (бензина), а также соломенных крыш, стогов сена, сухой травы. В чистом виде сейчас практически не используется, образуя эффективные комбинации с бронебойными (БЗ, БЗТ) и разрывными (ПЗ, ЗМД) пулями.

## История
В Российской империи первая зажигательная пуля, которую разработал офицер Полянский, появилась в армии в 1855 году. Она имела цилиндрическую форму, внутри помещался зажигательный состав, воспламенявшийся при выстреле и горевший 10-15 секунд.
После того, как была подписана Санкт-Петербургская декларация «Об отмене употребления взрывчатых и зажигательных пуль» 1868 года возможности применения зажигательных пуль были ограничены. Тем не менее, с появлением авиации разработка новых зажигательных пуль активизировалась. В ходе первой мировой войны 1914 - 1918 гг. они применялись для стрельбы по аэростатам, дирижаблям, самолётам и иным целям.

## Конструкция
Современная зажигательная пуля состоит из металлической оболочки, свинцовой рубашки, стакана с зажигательным веществом и трассёра. Пристрелочно-зажигательная пуля состоит из оболочки, колпачка, свинцовой рубашки, зажигательного состава, стакана, свинцовой прокладки, стаканчика с воспламенительным и трассирующим составами, капсюльной втулки с капсюлем-воспламенителем, предохранителя, ударника с жалом и матерчатой прокладки.